# MITライセンス
MITライセンス（エムアイティーライセンス、英: MIT License）は、マサチューセッツ工科大学を起源とする代表的なソフトウェアライセンスである。X11ライセンス（X11 License）またはX Licenseと表記されることもある。MITライセンスはGPLなどとは異なり、コピーレフトではなく、オープンソースであるかないかにかかわらず再利用を認めている。BSDライセンスをベースに作成されたBSDスタイルのライセンスの一つである。MITライセンスは、数あるライセンスの中で非常に制限の緩いライセンスと言える。
X Window System (X11) などのソフトウェアに適用されている。また、2015年3月には、GitHubで最も使われているオープンソースライセンスはMITライセンスであるという調査結果も出ている。

## 特徴
要約すると、MITライセンスとは次のようなライセンスである。
1. このソフトウェアを誰でも無償で無制限に扱って良い。ただし、著作権表示および本許諾表示をソフトウェアのすべての複製または重要な部分に記載しなければならない。
2. 作者または著作権者は、ソフトウェアに関してなんら責任を負わない。